# Egidus Binchois

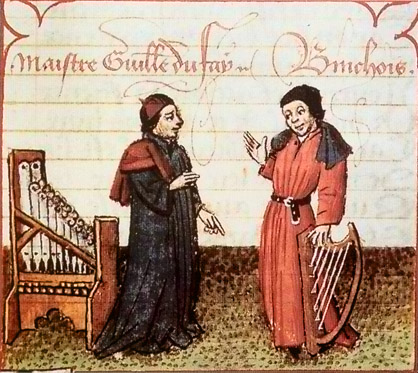
Gilles Binchois till höger, Guillaume Dufay till vänster.

Egidus Binchois eller Gilles Binchois, född omkring 1400 i Hainaut, död omkring 1460, var en flamländsk renässanskompositör och kontrapunktist.

## Biografi
Egidus Binchois var 1452 anställd hos Filip den gode av Burgund, hos vilken han kallades Le père de joyeuseté. Han var en av de förste komponisterna av den första nederländska skolan, men av hans kompositioner är endast föga utgivet, det mesta finnes i manuskript i Bologna och Wien. Samman med Guillaume Dufay och John Dunstaple räknas han som en av huvudrepresentanterna för den tidigaste perioden av kontrapunktik.

## Verkförteckning

### Fragmenta missarum
1. Kyrie ‘angelorum’;
2. Kyrie ‘apostolorum’, ‘de martiribus’ eller ‘brevioris perfecta’;
3. Kyrie [cunctipotens];
4. Kyrie ‘de dominica’ eller ‘de beata Maria’;
5. Kyrie ‘feriale’;
6. Kyrie ‘in simplici die’;
7. Gloria och Credo;
8. Gloria och Credo ‘brevioris imperfecta per medium’;
9. Gloria ‘hominibus’ och Credo ‘factorem’;
10. Gloria;
11. Gloria;
12. Credo;
13. Credo ‘aversi’ eller ‘autenti triti irregularis’;
14. Sanctus och Agnus;
15. Sanctus och Agnus für tiefe Stimmen;
16. Sanctus och Agnus [ferialie];
17. Sanctus och Agnus;
18. Sanctus;
19. Agnus Dei.

### Psalmer och lovsånger
1. In exitu Israel (Psalm 113);
2. Magnificat primi toni;
3. Magnificat secundi toni;
4. Magnificat tertii toni;
5. Magnificat [quarti toni];
6. Magnificat sexti toni ad omnes versus;
7. Magnificat octavi toni;
8. Te Deum laudamus.

### Andliga, mindre verk
1. A solis ortus cardine;
2. Asperges me (1);
3. Asperges me (2);
4. Ave regina celorum;
5. Beata nobis gaudia;
6. Da pacem Domine;
7. Deo gracias;
8. Dixit sanctus Philippus;
9. Domitor Hectoris Paride;
10. Felix namque es;
11. Gloria laus et honor;
12. Inter natos mulierum (1);
13. Inter natos mulierum (2);
14. Nos qui vivimus;
15. Nove cantum melodie /Tanti gaude germinis/ ... enixa meritis (für die Taufe des Prinzen Anthoine von Burgund am 18. Januar 1431);
16. ‘Passions en nouvelle maniere’ (1438, försvunnen);
17. Quem terra pontus;
18. Salve sancta parens (1);
19. Salve sancta parens (2);
20. Sancti Dei omnes;
21. Ut queant laxis;
22. Veneremur virginem;
23. Veni Creator Spiritus;
24. Vox de celo ad Anthonium.

### Rondeaux
1. Adieu adieu mon joieulx souvenir;
2. Adieu jusques je vous revoye;
3. Adieu m’amour et ma maitresse;
4. Adieu ma doulce...;
5. Adieu mes tres belle amours;
6. Ainsi que a la foiz m’y souvient;
7. Amoureux suy et me vient toute joye;
8. Amours et qu’as tu en pensé;
9. Amours et souvenir de celle;
10. Ay douloureux disant helas;
11. Bien puist...;
12. C’est assez pour morir de dueil;
13. Comme femme desconfortée;
14. De plus en plus se renouvelle;
15. Depuis le congé que je pris;
16. En regardent votre tres doulx mantiens;
17. En sera il mieulx a voustre cuer;
18. Esclave puist yl devenir;
19. Helas que poray je plus faire;
20. Jamais tant que je vous revoye (2);
21. Je me recommande humblement;
22. Je ne fai tousjours que penser;
23. Je ne pouroye estre joyeux;
24. Je ne vis onques le pareille;
25. Joyeux penser et souvenir;
26. La merchi ma dame et Amours;
27. L’ami de ma dame ist venu;
28. Les tres doulx jeux du viaire ma dame;
29. Liesse m’a mandé salut;
30. Ma léesse a changié son nom;
31. Marguerite, fleur de valeur;
32. Mes yeulx ont fait mon cuer porter;
33. Mon cuer chante joyseusement;
34. Mon doulx espoir tres desireux las;
35. Mon seul et souverain desir;
36. Mort en merchy;
37. Nous vous verens bien Malebouche;
38. Plains de plours et gemissemens;
39. Pour prison ne pour maladie;
40. Qui veut mesdire si mesdie;
41. Quoy que Dangier, malebouche et leur gent;
42. Rendre me vieng a vous sauve la vie;
43. Se je souspire, plains et pleure;
44. Se j’eusse un seul peu d’esperanche;
45. Se la belle n’a le voloir;
46. Seule esgarée de tout joyeulx plaisir;
47. Tant plus ayme plus suy mal amé;
48. Tout a par moy afin qu’on ne me voie;
49. Toutes mes joyes;
50. Tristre plaisir et douleureuse joye;
51. Vostre alée me desplait tant;
52. Vostre tres douls regart plaisant;
53. [Textlos].

### Ballader
1. Adieu mon amoureuse joye;
2. Amours merchi de trestout mon pooir;
3. Dueil angoisseus rage demeseurée;
4. J’ay tant de deul que nul homs peit avoir;
5. Je loe Amours et ma dame mercye;
6. Ma dame que j’ayme et croy;
7. Mesdisans m’ont cuidié desfaire.

### Bergerette
En bergerette utan text; Filles a marier ne vous mariez (Kombinationschanson)

### Verk med oklart upphov
1. Cuklisk mässa med Kyrie ‘Omnipotens Pater’;
2. Missa ‘Pax vobis ego sum;
3. Gloria;
4. Gloria;
5. Magnificat sexti toni;
6. Alma Redemptoris mater;
7. Beate mater;
8. Quam pulchra es;
9. Virgo prefulgens;
10. Ce mois de mai;
11. Je cuidoye estre conforté;
12. Va tost mon amoureux desir;
13. Dame que j’ay loingtamp servie;
14. Esprix d’amours l’autre jour;
15. Faisons bonne chiere et lie;
16. Soyés loyal a vo povoir;
17. Veuillés hoster de che dangier;
18. Adieu ma tresbelle maistresse;
19. Bien vienguant ma tres redoubtée;
20. De ceste joieuse advenue;
21. Je ne porroye plus durer;
22. Je vous salue ma maistresse;
23. La tresorire de bonté;
24. L’une tresbelle l’une clere lune;
25. Mon coeur avoec vous s’en va;
26. Bien viegnes mon prinche gracieux;
27. Je n’atens plus de resonfort;
28. L’onneur de vous dame sans per;
29. Tous desplaisir m’en sont;
30. Va t’en mon desir gracieux.